# Walter Sheets
Walter Kester Sheets  (7 août 1911 à London, Ohio — 10 mai 2001 à Camarillo, Californie) est un orchestrateur américain.
Après une carrière indépendante, il rejoint les studios Disney à la fin des années 1950 et travaille jusqu'en 1980.

## Biographie
Walter Kester Sheets naquit le 7 août 1911 dans l'Ohio.
Sa carrière de musicien le conduit vers le début des années 1960 à devenir chef d'orchestre pour arranger de nombreuses musiques de films dans les productions cinématographiques pour le compte des studios Disney. Ses travaux les plus remarquables ont été pour les bandes originales des films d'animations, notamment les Classiques d'animation de Disney (Le Livre de la Jungle, Les Aristochats, Robin des Bois et Rox et Rouky), mais également les films en prises de vue réelles (Après lui, le déluge, L'Honorable Griffin, Le Cheval aux sabots d'or, Un candidat au Poil ainsi que les deux films sur mettant en scène la célèbre voiture Choupette, Un amour de Coccinelle et Un Nouvel amour de Coccinelle) souvent accompagnés de compositeur comme George Bruns, Buddy Baker et Robert F. Brunner.
Après son travail sur Rox et Rouky, il se retire du studio Disney. Il décéda le 10 mai 2001 à Camarillo en Californie.

## Filmographie

### Chez Disney
- 1960 : Le Clown et l'Enfant
- 1962 : 
  - Compagnon d'aventure
  - La Légende de Lobo
- 1963 :
  - Après lui, le déluge
  - Sam l'intrépide
  - L'Été magique
  - L'Incroyable Randonnée
- 1964 : Les Trois Vies de Thomasina
- 1965 :
  - Un neveu studieux
  - Demain des hommes
- 1966 : Le Prince Donegal
- 1967 :
  - L'Honorable Griffin
  - The Legend of the Boy and the Eagle
  - Le Livre de la jungle
- 1968 : 
  - Le Cheval aux sabots d'or
  - Un amour de Coccinelle
- 1969 : 
  - Smith !
  - Un raton nommé Rascal
  - L'Ordinateur en folie
- 1970 : Les Aristochats
- 1971 : La Cane aux œufs d'or
- 1972 : 
  - Les Aventures de Pot-au-Feu
  - Napoléon et Samantha
  - Pas vu, pas pris
- 1973 : 
  - Charley et l'Ange
  - Robin des Bois
- 1974 : 
  - Le Nouvel Amour de Coccinelle (Herbie Rides Again) de Robert Stevenson
  - Mes amis les ours
- 1975 :
  - L'Homme le plus fort du monde
  - Le Gang des chaussons aux pommes
- 1976 : 
  - La Folle Escapade (No Deposit, No Return)
  - Le Trésor de Matacumba
  - Gus
  - Un candidat au poil
- 1981 : Rox et Rouky